# Kolibri (jeu vidéo)
 (septembre 2018).
Si vous disposez d'ouvrages ou d'articles de référence ou si vous connaissez des sites web de qualité traitant du thème abordé ici, merci de compléter l'article en donnant les références utiles à sa vérifiabilité et en les liant à la section « Notes et références ».
Kolibri est un jeu vidéo de type shoot them up sorti en 1995 exclusivement sur 32X. Le jeu a été développé par Novotrade, les créateurs d'Ecco le dauphin.

## Scénario
Un cristal du cosmos a commencé à créer la vie sur terre. Ensuite, un autre cristal semblable s'est effondré sur la terre et a commencé à détruire ce que le premier cristal avait créé en lui absorbant sa force. Avant d'être totalement détruit, le cristal a donné son pouvoir à un colibri solitaire incarné par le joueur.

## Système de jeu
Le jeu offre de nombreux pouvoirs ("armes de tir"). Chacun selon des modèles différents. Certains sont des tirs de diffusion et d'autres vont droit sur l'ennemi. Ce jeu dispose aussi d'une grande quantité d'énigmes qui deviennent de plus en plus difficiles avec chaque niveau.